# Carlos Edwards
Carlos Edwards   (Diego Martin, 24 d'octubre de 1978) és un exfutbolista de Trinitat i Tobago de la dècada de 2000. Fou 90 cops internacional amb la selecció de Trinitat i Tobago. Pel que fa a clubs, destacà a Wrexham, Luton Town FC, Sunderland AFC, i Wolverhampton Wanderers FC.